# リリア (列車)

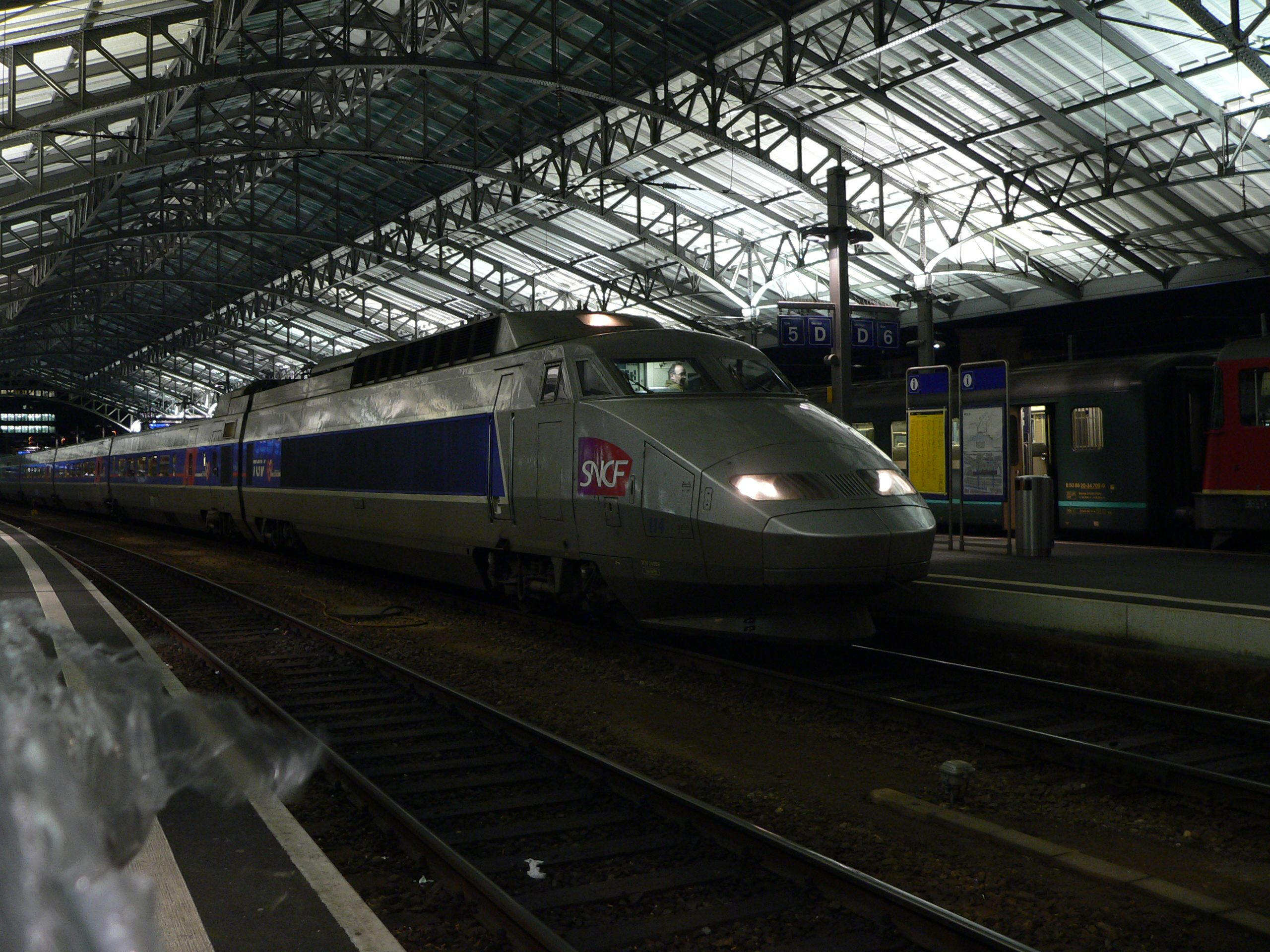
ローザンヌ駅に停車中のTGV Lyria

TGV Lyria（リリア）は、フランスとスイスを結ぶTGVで使われているブランド名である。リリアはサービスを運営する会社名（Lyria SAS）でもある。

## 概要
会社たるリリアの前身は、1993年にフランス国鉄（SNCF）とスイス連邦鉄道（スイス国鉄）が、パリ・リヨン駅とローザンヌ、ベルン中央駅との間のTGVを共同運行することを目的に設立したGIE TGV France Suisseである。2012年現在、Lyria SASはフランス法律によるSAS（簡易株式制会社）として、SNCFが74%、スイス国鉄が26%を所有している。

## 沿革

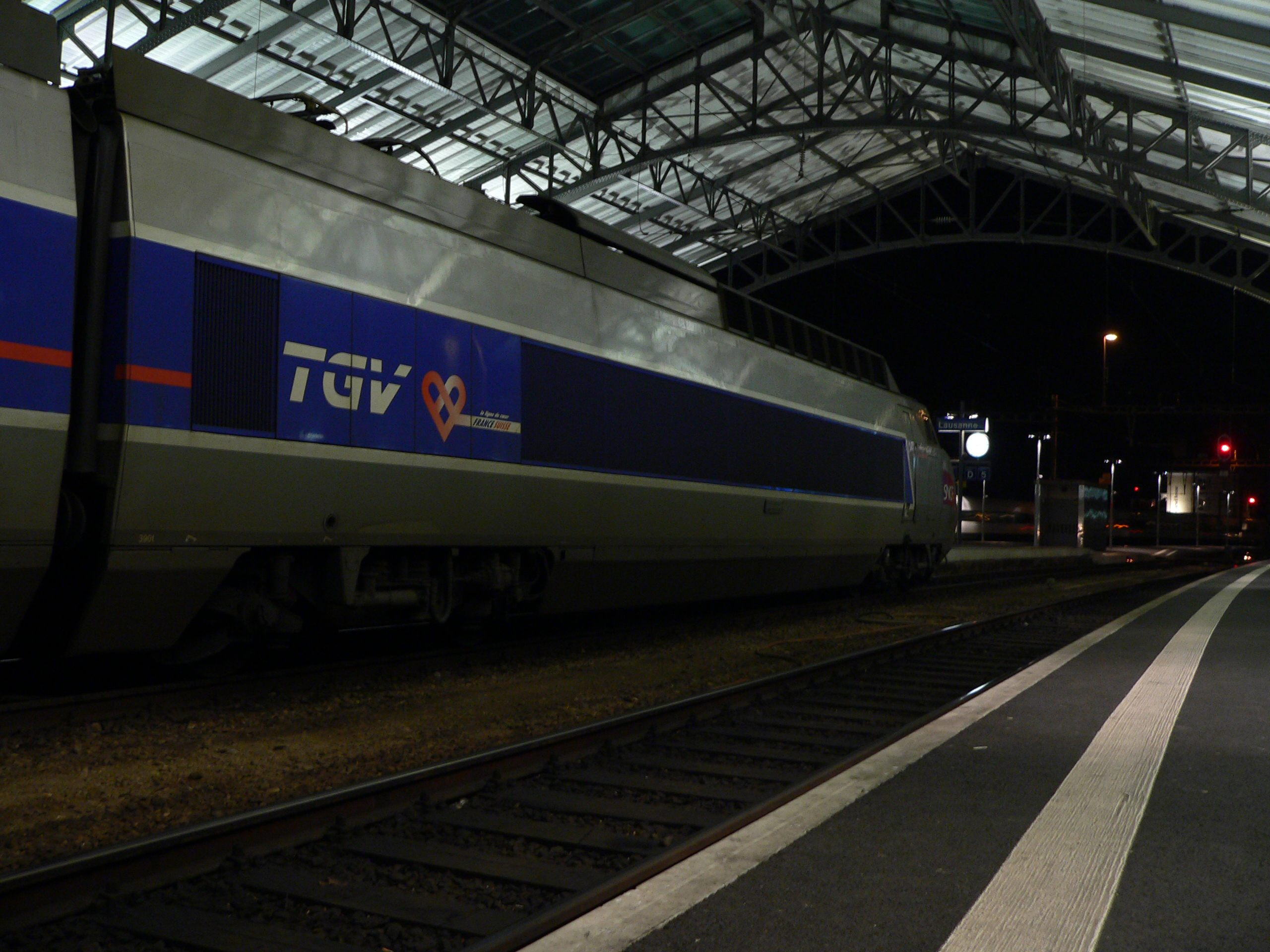
Ligne de Cœurロゴ

- 1981年9月27日 パリ - ジュネーヴ間TGVの運行開始。
- 1984年1月22日 TEEシザルパン（パリ - ミラノ）に代えてパリ - ローザンヌ間のTGV4往復を運行開始。列車名はそれまでのTEEの精神を受け継ぎ、シザルパン、ルテチア（Lutetia）、レマノ（Lemano）、シャンゼリゼ（Champs-Elysées）とされ、うちシザルパン、ルテチア、レマノの3列車はローザンヌでジュネーヴ - ミラノ間を運転する同じ愛称名のインターシティにそれぞれ接続した。
- 1987年5月31日 パリ - ベルン間の運行を開始。同時にユーロシティ（EC）の設定に伴い、列車種別をECに変更。
- 1993年5月23日 パリ - ローザンヌ間の列車およびパリ - ベルン間の列車の運行を管理するため、GIE TGV France Suisseを設立。
- 1995年／1996年 冬ダイヤにおいて、ローヌ峡谷のスキーリゾートへのアクセスのため、ローザンヌからブリークまで1日1往復延長し、TGV des Neiges（雪）のブランド名で運行開始。
- 1996年 パリ - ベルン間の列車の運行区間をチューリッヒ中央駅まで延長。
- 1997年9月28日 ローザンヌ系統およびベルン系統の列車にLigne de Cœur（ハートの路線）のブランド名が付けられ、乗務員の新しい制服や列車の編成にも表記される。
- 1999年 GIE TGV France Suisseに代えRail France Suisse SASを設立。
- 2002年 Rail France Suisse SASに代えLyria SASを設立。
  - 3月4日 Ligne de Cœurに代えてLyriaのブランド名を使用開始。
  - 6月14日 - 9月30日 ローザンヌ系統のうち、2往復をブリークに、1往復をシエールにそれぞれ延長し、TGV Lyria d'Eté（夏）のブランド名で運行。
- 2005年1月 パリ - ジュネーヴ間の列車でもLyriaのブランド名を使用開始。
- 2007年
  - 6月10日 LGV東ヨーロッパ線開業に伴い、チューリッヒ系統をベルン系統から分離し、パリ東駅からLGV東ヨーロッパ線、ストラスブール、ミュールーズ、バーゼル経由で運行開始。車両もLGV東ヨーロッパ線での最高速度320km/h走行に対応したTGV POS編成が導入される。
  - 12月 冬ダイヤにおいて、スキーリゾートへのアクセスのため、チューリッヒからクール (グラウビュンデン州)まで土曜日など週末1往復延長運転開始（2009年春で終了）。
- 2009年12月 パリ - ベルン間の列車を2往復から1往復に削減。削減分はパリ - ローザンヌ間TGVの途中駅フラーヌ（フランス語版）で接続するベルンまでのRE（快速列車）に置き換え。
- 2010年12月12日 パリ - ジュネーヴ間の列車は、オー＝ビュジェ線の大幅な改良工事完成に伴い従来のキュロズ（フランス語版）経由から同線経由に変更。これにより、所要時間が約20分短縮され、列車本数も7往復から9往復に増発される。
- 2010年12月12日 パリ - ジュネーヴ間、パリ - ローザンヌ間およびパリ - ベルン間の各列車において、一等車の乗客に対して座席で食事（時間帯により、朝食、昼食、軽食又は夕食）をサービスする「Lyriapremière（リリア プルミエール）」を開始（食事代は乗車券に含まれ、別途の予約は不要）。
- 2011年7月 パリ - ジュネーヴ間、パリ - ローザンヌ間およびパリ - ベルン間の各列車において、フランス・スイス両者の車掌が全区間を乗務するdouble accompagnementを開始。
- 2011年12月11日 パリ - チューリッヒ間の列車は、LGVライン-ローヌ線の開業に伴い、パリ側の始発・終着駅をパリ東駅から再度リヨン駅に戻し、従来のLGV東ヨーロッパ線、ストラスブール経由からLGV南東線、ディジョン、LGVライン-ローヌ線経由に変更。これにより、パリ - チューリッヒ間の所要時間は33分短縮され、列車本数も5往復（パリ→チューリッヒ5本、チューリッヒ→パリ4本、バーゼル→パリ1本）から6往復に増発される。同時に「Lyriapremière」を開始。

## 路線区間・頻度・所要時間

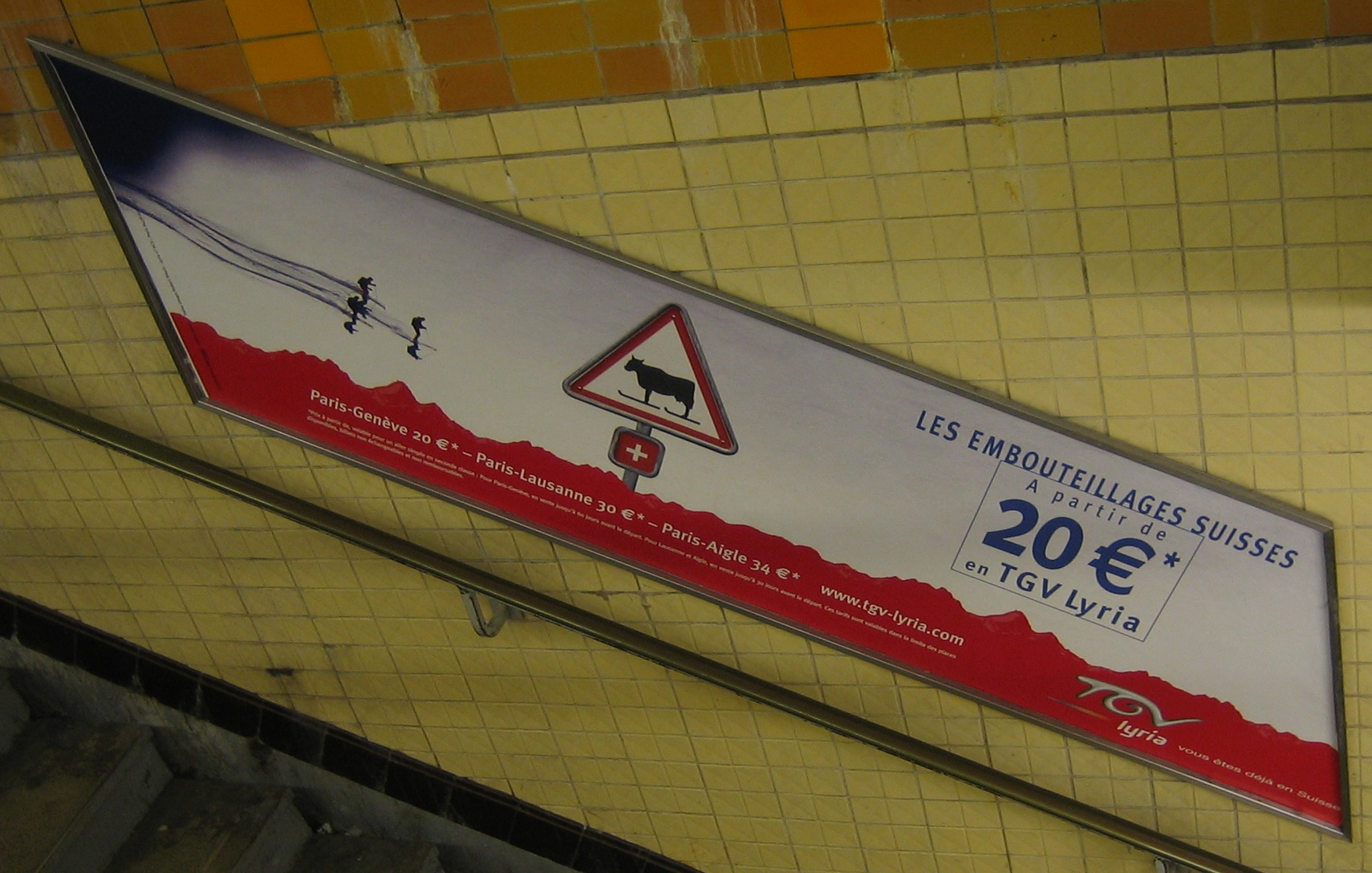
Lyriaの広告

2012年7月8日改正（2012年夏ダイヤ）では以下の通り 。
- ジュネーヴ - パリ　月曜日 - 木曜日9往復、金曜日9.5往復、土曜日・日曜日6.5往復／3時間5分
- ローザンヌ - フラーヌ - ディジョン - パリ　月曜日 - 木曜日・土曜日4往復、金曜日4.5往復。日曜日5往復／3時間50分
  - 7月8日から8月26日まで、TGV Lyria d'Etéとしてブリークに延長[2]。
- ベルン - ヌーシャテル - フラーヌ - ディジョン - パリ（フラーヌ - ディジョン - パリ間、上記ローザンヌ系統に併結）　1往復／4時間45分
  - このほか上記ローザンヌ系統にフラーヌで接続し、同等の停車駅・所要時間で結ぶRE（快速列車）がベルン - ヌーシャテル - フラーヌ間1往復、ヌーシャテル - フラーヌ間1往復それぞれ設定されている。
- チューリッヒ - バーゼル - パリ　平日6往復、土曜日・日曜日5.5往復／4時間3分

- 2011年現在、年間利用客は約432万人、うち国境を越える旅客は約260万人である。

## 使用車両
パリ - ローザンヌ（- ブリーク）間およびパリ - ベルン間の列車はSNCFの交流25,000V 50Hz、直流1,500V、スイス国鉄の交流15,000V 16.7Hzの3電源に対応したTGV Sud-Est編成9本（編成番号110 - 118）が使用されている。このうち第112・114編成がスイス国鉄保有であるほかはSNCFの保有である。2006年夏より5編成（第110・111・113・114・118編成）を改修し旅客サービスの向上を図っている。LGV南東線（ディジョン西方のAisy-sous-Thilからパリ近郊のヴァレントンまで）の最高速度は270km/hである。
パリ - チューリヒ間の列車は2011年12月の経路変更後も引き続きTGV POS編成（編成番号4401 - 4419）が使用されるほか、2012年1月からは中間客車をダブルデッカーとしたTGV 2N2 (Euroduplex) 編成も使用されるようになった。POS編成のうち第4406編成はスイス国鉄の所有である。いずれの編成もSNCFの2種類の電化方式とスイス国鉄の電化方式に対応し、LGVライン-ローヌ線では最高速度320km/hで運行されている。スイス国内での最高速度は160km/hである。
パリ - ジュネーヴ間の列車はSNCFの交流25,000V 50Hzと直流1,500Vのみ対応のTGV Sud-Est編成とTGV Duplex編成が使用されている。
2012年9月には両端動力車の前位を白基調、後位と中間客車をメタリック基調とし中間、客車の窓周りをグレー、その上に赤線を入れ、さらに動力車には「TGV Lyria」の新しいロゴ（参考）を配した新塗装のPOS編成が登場した。今後パリ - ローザンヌ間、パリ - ベルン間およびパリ - ジュネーヴ間で運行されているSud-Est編成を置き換える予定である。

## 将来
2012年12月9日ダイヤ改正より、従来SNCFが運行してきたジュネーヴ - リヨン - モンペリエ間およびジュネーヴ - リヨン - マルセイユ - ニース間のTGVがLyriaに移管される。また、新たにパリ発ベルン行がインターラーケン・オストまで通年毎日延長、ベルン発パリ行が土曜・日曜のみインターラーケン・オスト始発となる。さらに、冬季の土曜日のみブリーク→ ヴァロルブ→リール・ウロップ間、リール・ウロップ→ジュネーヴ→ブリーク間の列車が設定される予定。
POS編成の塗装変更は2013年4月までに全19本に対して施工する予定である。